# LocalTalk

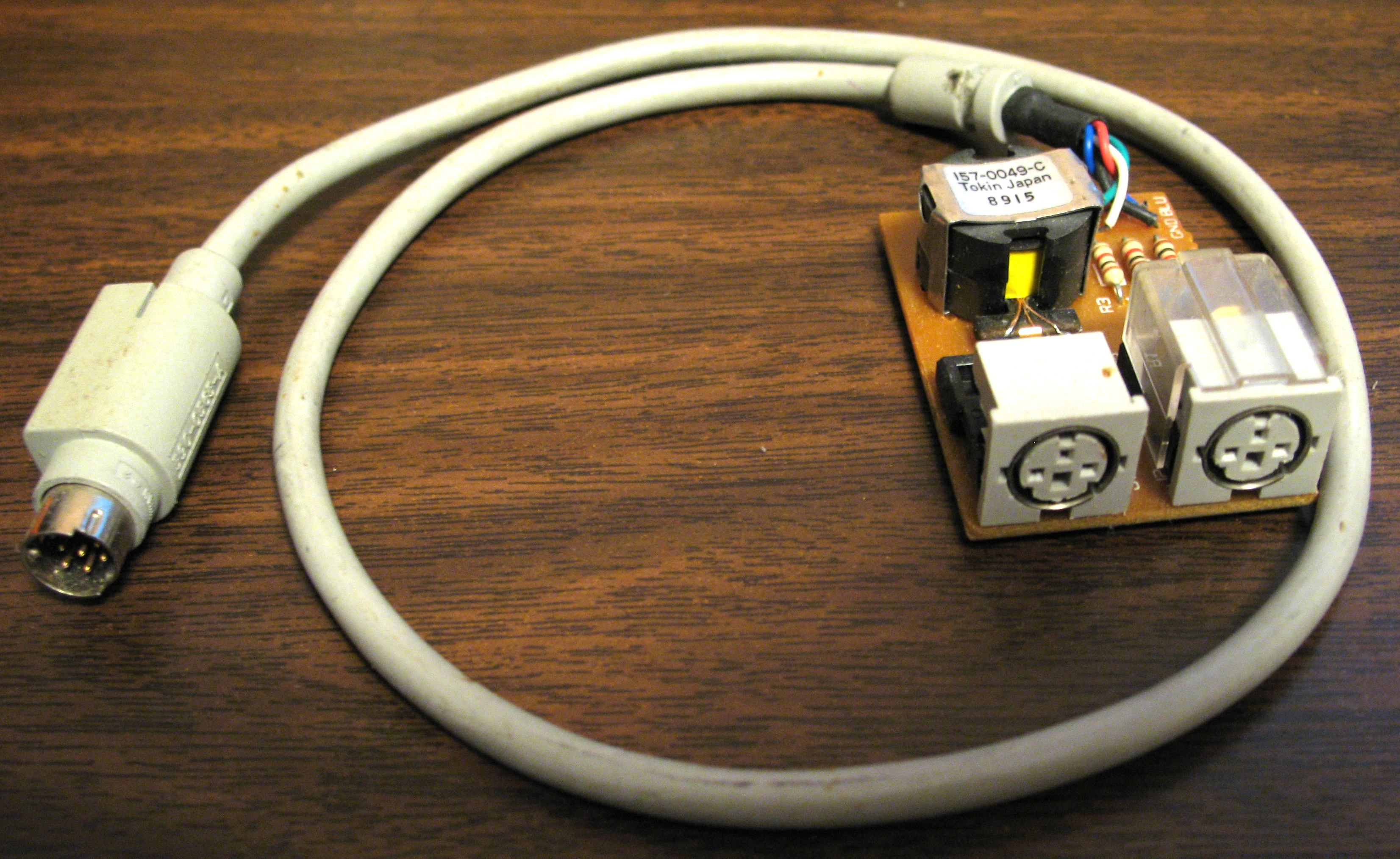
Intérieur de la boîte Apple LocalTalk 1.
Vue intérieure du boîtier Apple LocalTalk, côté bâbord du boîtier

LocalTalk est la technique de réseau local d'Apple, basée sur des paires torsadées de 300 mètres de long maximum, et transmettant 230 kb/s en utilisant le protocole AppleTalk.
Il s'agit essentiellement d'un RS485 à liaison par transformateur. La connectique garantit une terminaison correcte, tant qu'on ne réalise pas de boucle, ce qui autorise un câblage correct par un néophyte total.
La topologie est celle d'une chaîne pouvant contenir jusqu'à 32 éléments.
Ce réseau, lent mais gratuit (moins coûteux qu'une boîte à partager une imprimante), a été le plus répandu au monde jusqu'au début des années 1990 (citation ?), pour être supplanté progressivement par Ethernet, y compris sur Macintosh.
Depuis 1994, toutes les cartes mères de Macintosh comportent une interface Ethernet. L'iMac de 1998 est la première machine d'Apple à ne plus comporter d'interface LocalTalk depuis le Macintosh original (1984).
Le protocole AppleTalk de 1984 a longtemps été utilisé sur Ethernet, en parallèle avec IP, la convivialité de ce dernier ayant encore quelques progrès à faire.
Apple a définitivement arrêté d'implémenter AppleTalk sur ses systèmes d'exploitation depuis Mac OS X 10.6 Snow Leopard, le protocole Bonjour apportant les fonctionnalités manquantes à la pile IP.